# ديابلو (مسلسل)
ديابلو (بالإنجليزية : Más Sabe el Diablo) هو تيلينوفيلا أمريكية ناطقة باللغة الإسبانية من صنف الدراما والإثارة والرومانسية، صدرت في عام 2009، من تأليف "خيمينا رومير" و"لينا أوريبي" وبطولة غابي إسبينو، خوان كارلوس كنيلا وميغيل فاروني وإنتاج قناة تيليموندو الموجهة للجمهور اللاتني في الولايات المتحدة الأمريكية، مقتبس عن التلينوفيلا "¿Por qué diablos?" الصادرة عام 1999.
في مايو 2008، خططت قناة تيليموندو تصوير نسخة جديدة معاصرةً من المسلسل خلال أوقات الذروة لعام 2008-2009. تحت اسم "Más Sabe el Diablo". حقق العمل نجاحا كبيرا حيث صرحت شبكة تيليموندو أن حوالي مليون شخص يتابعون المسلسل كل ليلة.
جرى ترجمة المسلسل للدارجة المغربية من قبل فناني دبلجة مغاربة وعرض على قناة دوزيم المغربية.

## ملخص القصة
تدور أحداث المسلسل بداية ب"اسبرنسا سالفدور" خادمة في منزل "آل اسيرو" بالمكسيك، والتي تقع فريسة ابن العائلة الثري والمدلل مما نتج عنه حمل، إلا أن عائلته ترفضها فتضطر للسفر للولايات المتحدة لتوفير حياة أفضل لها ولطفلها "أنجيل سلفادور" الذي يكبر في شوارع نيويورك تحت اسم "ديابلو" ويكون لصا ذكيا، وبعد خروجه من السجن يكرس نفسه للسرقة بغية سداد دين ضخم تراكم على عاتق والدته من أحد المرابين، إلا أنه نجذب لمحاميته "مانويلا دافيلا" التي تحاول إرجاعه للطريق المستقيم، لكن الأقدار تجمع الأب والإبن في مثلث حب وأحداث ميلودرامية تتخللها المكائد والخيانة والانتقام والجريمة والعواطف الجياشة.

## القصة

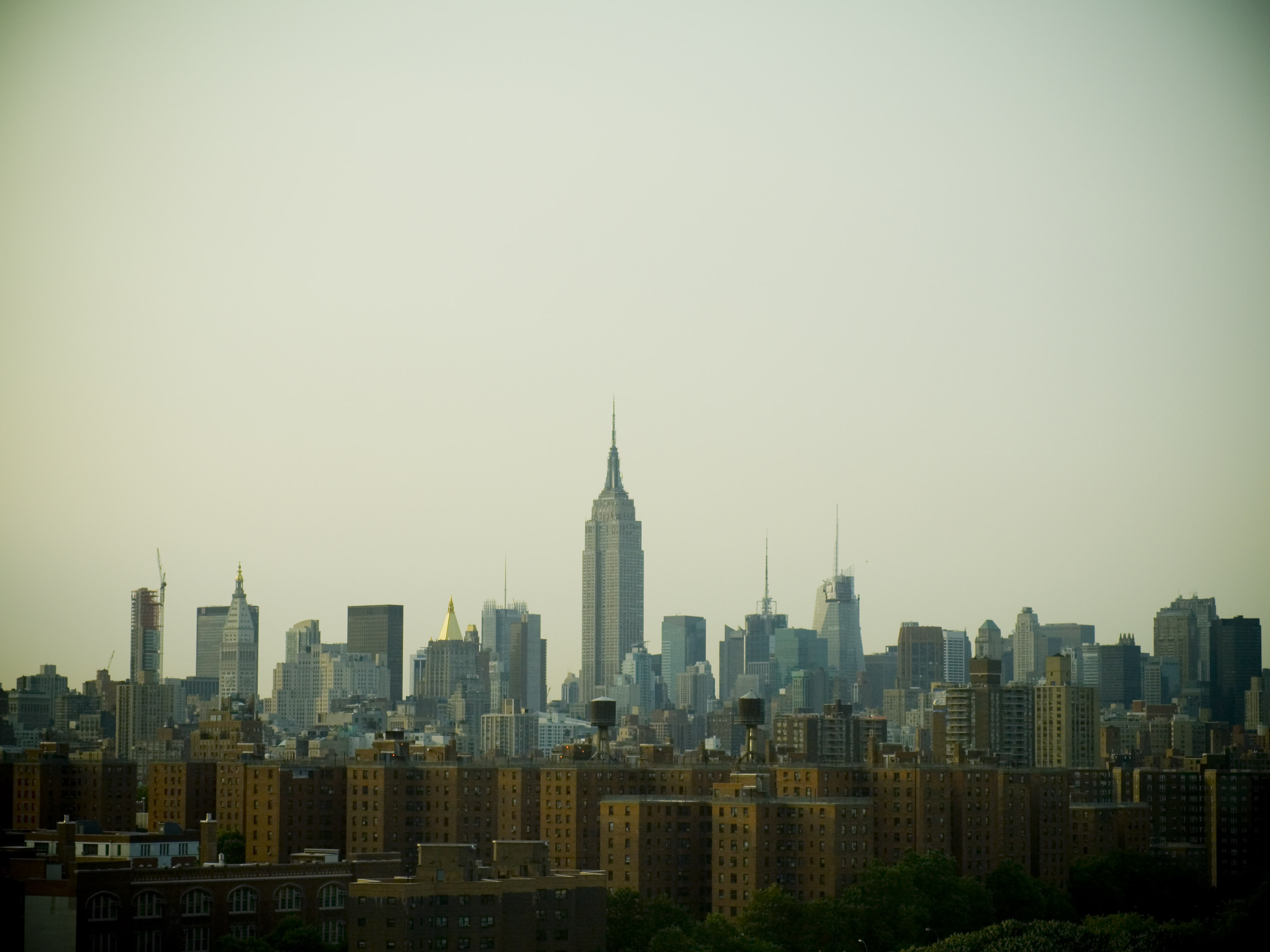
تم تصوير المسلسل في نيويورك

تبدأ القصة مع حكاية اسبرنسا سالفدور التي تعمل كخادمة في منزل آل اسيرو بالمكسيك.هناك ابن العائلة الثرية المدلل والوسيم أقام علاقة حميمة معها في السر، أمر جعل اسبرنسا سالفدور حاملا منه.إلا أن العائلة وبمجرد عملها بالأمر وخصوصا والدته كراسيلا رفضت أمر إنجاب حفيدها الأول من خادمة.فقامت بأخذها إلى عيادة لإجهاض الطفل ولكن اسبرنسا سالفدور هربت من هناك وذلك بمساعدة سائق صديقتها.فحصلت بعدها بعد محاولات متكررة على بطاقة سفر إلى ميامي الولايات المتحدة الأمريكية بهدف أن تكون قرب حبيبها ووالد أبنها.فبعد قرار المكافحة بكل ما أوتيته من قوة على حب مارتين، قالمت بسرقة المال وجواز السفر من رجل لتكون هناك وتذهب إلى مدينة نيويورك بحثا عن مارتين اسيرو، إلا أن حياتها بدأت بالتحول من الأسوء إلى الأسوء.تعرض لها عدد من الشبان سرقوا كل شيء تملكه وجعلوها على الحضيض.فانتهى بها الأمر في محطة للحافلات ـحيث أنه وبمساعدة أحد المارة من هناك ساندرو بقيت هناك وأنجبت طفلها الذي أطلقت عليه اسم انخيل سالفدور.
هذا الأخير وبعد ثلاث سنوات أمضاها مع أمه في الشوارع وحيث الكل يعرفه باسم الشيطان وذلك نتيجة لطباعه اللصوصية رغما عن قلبه الطيب.
هو عضو في عديد من العصابات الخطيرة التي تسعى إلى أعمال السرقة الكبرى والتي أنتهت به إلى دفع ثمن عظيم وهو حريته.
هناك ونتيجة لهذه المشكلة العويصة تعرف على المحامية المثيرة والجميلة مانويلا دافيلا، التي تدافع عن من هم في حالته حيث أنها دافعت عنه بدون مقابل وأعطته فرصة جديدة للحياة دون أن أتعلم أنه سيدخل لحياتها ويقسمها إلى شطرين.
بعد خروجه من السجن قرر انخيل أن يبدأ حياة جديدة نقية من كل شيء إلا أن هذه الرغبة لم تتحقق ولم تم طويلا بعد عودته إلى البار الموجود قرب المكان الذي يقطن فيه.
حيث علم أن والدته تدينب المال ل زعيم العصابة ليون التي كان يعمل لحسابها حيث أنه دفع لها ثمن أدويتها عندما كان في السجن.
و الذي قال له أن الوسيلة الوحيدة لدفع هذا المال هي سرقته من جمعية خيرية حيث أنه كان من واجبه رفقة بقية أعضاء العصابة سرقة المجوهرات وغيرها.
غلا أنه وبذكائه الحاد والمعتاد قام بالتخطيط جيدا لهذا الأمر إلا أن هذه اليلية كانت على خلاف ما أنتظر وأعتبر النقطة التي غيرت مجرى حياته بالكامل.حيث أن السرقة قادته رفقة مانويلا إلى الأقتراب جدا عند إعطاء جيمي قرار البحث عن ما قام بقتل والده عند آخر أيامه كشرطي. كريكوريو القتل هو الآخر قتل من قبل الكاوتشو بهدف إسكاته وعدم جعله يبوح بحقيقة ما حصل بخصوص المنظمة.
أنخيل أستمر بعد ذلك بسلسالة جرائم السرقة المعتادة، وإرسال الرسائل والتفكير الدائم في مانويلا.حيث أنه فاز أخير بقلبها وجعلها لا تتزوج ب مارتين.و في تفكير دائم منه بالأنتهاء من الدين الذي عليه وعلى والدته لرئيس العصابة، قام انخيل بطلب المزيد من المال ليكمل مهمة ضرورية جدا التي كانت تقتضي بسرقة متجر للحواسيب حيث أنه وبالصدفة كانت تتواجد في نفس المكان مانويلا التي كانت ذاهبة لقضاء العطلة مع عائلتها في منزلهم الصيفي.
في الوقت عينه قام جيمي بقبول فكرة خطيبته بالذهاب لنفس المكان وتمضية بعد الوقت معا، حيث تواجد انخيل ومانويلا معا كذلك.
و هناك طلب منه جيمي الذهاب لأنه يتذكر استجوابه في قضية السرقة التي نتج عنها قتل والده.
لكن عاصفة حلت بالمكان وحبستهما معا وهناك قام كل من جيمي وانحيل بالتقرب من بعضهم البعض.
إلا أنه وبعد السرقة المنتظرة وعوتده إلى منزله لاطمئنان على أنه المريضة اكتشف أمر السرقة وكذا رمز عصابة السارقين حيث تم إالقاء القبض على انخيل مرة ثانية وعند البحث في منزله وجدت آثار سرقة أخرى قام بها كذلك
بهذه الفترة أتلقى مارتين بوالدة انخيل وعلم بأن الولد هو ابنه.و بكنه لم يكثرث أبدا للأمر وبدل أن يساعده قام بتركه وتزوج من حبيبته التي علمت بعد الزواج أن حامل من انخيل دون أن تعلم أن هذا الولد هو ابن زوجها وخوفات من المشاكل معه قررت أن تجهضه لكنها لم تتمكن.
و بعدها قام انخيل بالحث عن مانويلا وقال لها أن مارتين هو والده الحقيقي وقررت دون أن تجلعه يحص بأخذ شعرات منه ومن زوجها وإجراء تحليل للحمض النووي وعندما علمت بالحقيقة قررت أن تعرف القصة الحقيقة كاملة فصدقت كل ما قاله انخيل
و تتوالى الأحداث البوليسية المليئة بالإثارة والتشويق وكذا تعاقبها مع القصص الرومانسية لحب البطلين الشابين، عادا لبعضهما البعض ورزرقا بطفل جميل.حيث بعد عام واحد تم الاحتفال بعيد مولد Daniel الأول انخيل لم يخل على السجن ولم يعد بحاجة لاسمه المستعار الثاني بعد الآن سلفادور دومينغيز وينتهي المسلسل بمشهد عائلي مؤثر جمع الجميع.

## طاقم العمل
| الممثل (ة)        | الشخصية                                  | الدور |
| ----------------- | ---------------------------------------- | --- |
| غابي إسبينو       | مانويلا دافيلا                           | ابنة عائلة لاتينية ثرية، مانويلا هي امرأة جميلة ورقيقة رغم أنها تشعر بالضعف اتجاه المحتاجين والفقراء. وهي ابنة انيبال دافيلا درست القانون في نيويورك، بعد نهاية حياتها الدراسية فتحت مكتبها الخاص مع شريكها هوارسيو غارسيا. ورغم أنها تزوجت ب"مارتين" الا انها لا تشعر بحب قوي تجاهه. عندما التقت ب"أنخيل" لم تستطع إلا التفكير به بقوة وهذا جعلها تشعر بالضيق من مشاعرها، خصوصا أنه كان رائعا وكاملا، حنونا إضافة إلى انه كان غامضا، باختصار وجدت فيه كل ما يفتقره مارتين |
| خوان كارلوس كنيلا | انخيل سالفدور (ديابلو) / سالفدور دومنغيز | وسيم، شجاع وذكي. لايعرف من هو والده، ولايريد ان يعرف هوية الرجل الذي جعل امه تتالم لهذا هو دائما يحال ان يساعدها لتنسى آلامها. وهو عضو في عصابة تدعى «العلب». خلال ليلة من الشرب والمخدرات، شارك أحد اصدقائه المقربين في إحدى عمليات السرقة والسطو لكن هذه العملية انتهت بمجيء الشرطة والإصابة بعدة جروحوتم القاء القبض على الجميع، وانتهى به المطاف في السجن. هناك تغيرت حياته بالكامل بعد تعرضه للطعن من طرف روبنسون. مالايعرفه انخيل هو أنه خلال سنة ونصف على اعتقاله، اضطرت والدته المريضة إلى اللجوء إلى مساعدات مالية من ليون وأنهما الآن مدينون له بمبلغ كبير من المال، وليون يصر على أن تدفع عن طريق ابنها انخيل |
| ميغيل فاروني      | مارتين اسيرو                             | متسلطة ويحب ان تتبع اوامره. هو خطيب مانويلا لان هذا ما اراده والده المتوفي عندما كان لايزال في سن المراهقة. وراء قناع الرجل المحترم مارتين هو في الحقيقة ليس سوى رجل فاسد يعيش في عالمه المظلم والقذر. وتعتبر شركته بمثابة غطاء لتصدير السلع والأجهزة والإلكترونيات من جميع الأنواع والتي يحصل عليها من مجموعة من المصدرين الذين يعملون بشكل مشبوه تحت اسم «هيرو», ثم ينقلها إلى أمريكا اللاتينية ويبيعها للحصول على ارباح مهمة. مارتين لم يكن أبدا ممن يؤمنون بالحب تجاه امراة، لكنه يقيم العلاقات فقط من اجل مصلحته ورغباته.                                                                                           |
| Karla Monroig     | فرجينا دافيلا                            | أخت مانويلا، وزوجة جيمي. حامل بالطفل جيمي في نهاية المسلسل |
| Ezequiel Montalt  | كرستيان اسيرو                            | الأخ الأصغر لـ مارتين، يعيش دائما في ظله. كطفل، وهو يعتبره معبوده وأعظم حلم في حياته أن يكون مثل أكرستيان هو مثلي الجنس، ولا يريد ان يعرف أحد من اسرته ذلك، لأنهم الشذوذ الجنسي بنظرهم يعتبر انحرافا. هو يعمل مع شقيقه في الشركة كمديرا للحسابات، وبالتالي، فهو الاقرب لاكتشاف أي عمل من الأعمال غير المشروعة التي يقوم بها مارتين. |
| Carlos Camacho    | أوراسيو كارسيا                           | شريك مانويلا، مثلي الجنس، في علاقة حب مع كرستيان، رجال الأعمال وصديق مانويلا في العمل وبئر اسرارها |
| Esperanza Rendón  | إسبرنسا سالفادور                         | أم انخيل |
| Jeannette Lehr    | كراسيلا أسيرو                            | أم مرتين. |
| Leonardo Daniel   | أنيبال دافيلا                            | اب مانويلا وفرجينيا. قتل على يد مارتين |
| Angeline Moncayo  | مارينا / ماريو                           | تحب كتشورو عشيقة مارتين.متحولة جنسيا. قتلت على يد مارتين |

## الموسيقى التصويرية
|   | عنوان الأغاني                                        | المغني                     | ملاحظات                  |
| - | ---------------------------------------------------- | -------------------------- | ------------------------ |
| 1 | "Más sabe el diablo"                                 | خوان كارلوس كنيلا / Wahero | الأغنية الأساسية للمسلسل |
| 2 | "Más sabe el diablo" (Balada)/ Quédate en mis brazos | خوان رودريغيز              | أغنية مانويلا وأنخيل     |
| 3 | "Junto a mí"                                         | ماير مارتينيز ‏             | أغنية مانويلا وأنخيل     |
| 4 | "Amor quédate"                                       | خوان كارلوس كنيلا          | أغنية مانويلا وأنخيل     |
| 5 | "Contigo"                                            | روسانا أربيلو ‏             | أغنية فرجينيا وجيمي      |
| 6 | "Estés donde estés"                                  | خوان كارلوس كنيلا          | أغنية مانويلا وأنخيل     |
| 7 | "Toda mi pasión"                                     | ماير مارتينيز ‏             | أغنية فرجينيا وجيمي      |

## البث الدولي
Falling Angel الإنجليزية

## جوائز وترشيحات
| سنة  | الجائزة           | الفئة           | النتيجة |
| ---- | ----------------- | --------------- | ------- |
| 2010 | GLAAD Media Award | أفضل تيلينوفيلا | فوز     |

## روابط خارجية
- ديابلو على موقع IMDb (الإنجليزية)
- ديابلو على موقع روتن توميتوز (الإنجليزية)
- ديابلو على موقع فيلمافينيتي (الإسبانية)
- ديابلو على موقع كينوبويسك (الروسية)